# Округ Клирвотер (Минесота)
Округ Клирвотер (енгл. Clearwater County) је округ у америчкој савезној држави Минесота.

## Демографија
По попису из 2010. године број становника је 8.695, што је 272 (3,2%) становника више него 2000. године.
| Група             | 2000.         | 2010.         |
| Белци             | 7.507 (89,1%) | 7.537 (86,7%) |
| Афроамериканци    | 16 (0,2%)     | 30 (0,3%)     |
| Азијати           | 21 (0,2%)     | 21 (0,2%)     |
| Хиспаноамериканци | 65 (0,8%)     | 120 (1,4%)    |
| Укупно            | 8.423         | 8.695         |